# Estádio Guillermo Soto Rosa
O Estádio Guillermo Soto Rosa é um estádio de futebol situado em Mérida, na Venezuela. Seu nome é uma homenagem ao futebolista venezuelano Guillermo Soto Rosa.
O estádio divide-se em 6 setores, os quais, por sua vez, estão repartidos em duas tribunas principais: a nova (Tribuna A) e a velha (Tribuna B).

## História
O Estádio Guillermo Soto Rosa foi inaugurado em 5 de setembro de 1969, durante a realização do X Campeonato Nacional Juvenil. Em 12 de outubro de 1971, o estádio é reinaugurado, com a vitória do Estudiantes de Mérida sobre o Deportivo Portugués por 2 a 1. A partida, válida pela Copa Venezuela, teve gols de José Chiazzaro e César Márques para a equipe anfitriã. 
Foi utilizado como mando de campo pelo Estudiantes de Mérida até 2005, quando foi construído o Estádio Metropolitano de Mérida. Neste mesmo ano, o estádio foi amplamente remodelado para o recebimento dos Jogos Nacionais da Venezuela, sendo instaladas novas torres para o alambrado. A capacidade do estádio foi aumentada.